# Мелиса Аслъ Памук
Вижте пояснителната страница за други личности с името Памук.
Мелиса Аслъ Памук (на турски: Melisa Aslı Pamuk) е турска актриса и модел, родена в Нидерландия. През 2011 печели конкурса Мис Турция. Най-известните ѝ роли са на Асу в сериала „Черна любов“ и на Джемре в сериала Ирония на съдбата. 

## Ранен живот
Мелиса Памук е родена на 14 април 1991 г. в Харлем, Нидерландия. Живее и израства там, докато не се записва за конкурса Мис Турция. Записва специалност психология в университета в Амстердам, но по-късно спира с изучаването поради желанието ѝ да се съсредоточи върху кариерата си на модел. Мелиса владее добре турски, английски, холандски и немски, като говори и малко френски. Семейството ѝ живее в Нидерландия, а тя в Истанбул. През свободното си време обича да прекарва време вкъщи, но също и да пътува, да опитва нова храна, да се запознава с нови хора.

## Кариера

### Моделиране
Памук започва кариерата си на модел на 14-годишна възраст. Макар неопитна и срамежлива, Мелиса се явява на кастинг за Мис Турция и сама не разбира как е впечатлила журито до такава степен. През 2009 печели титлата „Най-обещаващ“ в конкурса „Най-добър модел на Турция“, а през 2011 става и Мис Турция 2011. Тя приема короната от победителката в „Мис Турция“ 2010. Като официален представител на страната си тя се състезава в „Мис Вселена“ 2011 в Бразилия, но поради срамежливостта си не се класира в конкурса. 
Щом се завръща от конкурса обаче променя живота си коренно. Тя сама споделя, че в Истанбул животът и е започнал отначало. Записва се на уроци, за да изчисти акцента си, взима уроци в културния център „Садри Алъшък“
Мелиса е висока 176 cm, тежи 58 kg и е с телесни мерки 32-26-36 (EU-US).

### Актьорство
Преди да започне действителната си актьорска кариера през 2004 се снима в ролята на Хаял във филма „Dat zit wel snor“ („Не се тревожи“), който се снима и режисира в Нидерландия.
През 2011 има малка роля във филма „Köpek“.
През 2012 се снима в третия сезон на сериала „Между небето и земята“ в ролята на Севда.
Същата година участва във филма „Черна котка“ като Елмаз.
През 2014 има малка роля в „Проклет Истанбул“.
Същата година се снима в сериала „С Русия в сърцето“ в ролята на Айше.
Участва в сериала „Всяка любов е раздяла“, но той няма голям успех и от него са излъчени само 4 епизода.
Световна слава Мелиса получава в тоталния хит „Черна любов“, където играе в периода 2015 – 2017.
От 2018 до 2019 изпълнява ролята на Джемре Гюр, дъщерята на Селим Гюр – адвокатът на Вели Джехвер, приятелката и бъдещата годеница на Керем и адвокатката на Зейнеп Тунч във „Ирония на съдбата“.
На 26 март 2020 се очаква да започне излъчването на сериала „Нов Живот“ (адаптация на Британския сериал „Бодигард“), където играе Ясемин Каратан, съпругата на мафиота Тимур, но началото на излъчването е отложено за 3 септември същата година във връзка с глобалните мерки за карантина, наложени заради разрастващата се световна пандемия от коронавирус. Въпреки големия успех на сериала в първите епизоди впоследствие рейтингите се влошават и на 29 октомври 2020 е излъчен последния девети епизод.
През първата половина на 2021 тя участва в снимките на сериалът „О, Султане“, който е планирано да бъде от не по-малко от 30 шейсетминутни епизода, предназначен за ТРТ 1 и чиито снимки са през февруари – юни. На нея е поверена главната женска роля, партнирайки си с актьорите Мехмед Йозгюр, Емре Ерчил, Джемал Токташ, Бурак Тамдоган и други, по сценарии на Иса Йълдъз и с музика на Зейнеп Алася, но сериалът е излъчен едва на 7 май 2023 година, при създаването на интернет платформата на ТРТ "Таби" и се оказва с 10 епизода. От 30 април до 21 май 2021 тя играе епизодичната роля на психиатричната пациентка Митра Шериф в епизоди 35 – 38 на психологическата драма „Червената стая“. На 17 февруари 2022 година по платформата beIN CONNECT започва излъчването на интернет сериала „Мечти и Животи“, от който до края му на 12 май същата година са излъчени 26 епизода и в който актрисата играе ролята на Сетенай. На 5 февруари 2023 година започва излъчването на сериала "На мъжете не може да се вярва", наричан и с турската си абревиатура "Е.Г.О", в който играе ролята на Сибел Кораслан. Сериалът приключва на 21 май същата година с 13 епизода.

## Филмография
| Година      | Държава     | Заглавие                                                 | Роля                                          | Вид    | Канал        |
| ----------- | ----------- | -------------------------------------------------------- | --------------------------------------------- | ------ | ------------ |
| 2004        | Нидерландия | Dat zit wel snor                                         | Хаял; главна роля                             | филм   |              |
| 2011        | Турция      | Куче (Köpek)                                             | Гюлгюн; главна роля                           | филм   |              |
| 2012        | Турция      | G.D.O. KaraKedi                                          | Елмас; поддържаща роля                        | филм   | FOX TV       |
| 2012 – 2013 | Турция      | Yer Gök Aşk                                              | Севда; главна роля                            | сериал | FOX TV       |
| 2014        | Турция      | С Русия в сърцето (Kurt Seyit ve Şura)                   | Айше; главна роля                             | сериал | Star TV      |
| 2014        | Турция      | Всяка любов е раздяла (Her Sevda Bir Veda)               | Азаде; главна роля                            | сериал | Show TV      |
| 2014 – 2015 | Турция      | Проклет Истанбул (Ulan Istanbul)                         | Зейнеб; поддържаща роля                       | сериал | Kanal D      |
| 2015 – 2017 | Турция      | Черна любов (Kara Sevda)                                 | Асу Аладжахан Козджуоулу/Сойдере; главна роля | сериал | Star TV      |
| 2018 – 2019 | Турция      | Ирония на съдбата (Çarpışma)                             | Джемре Гюр; главна роля                       | сериал | Show TV      |
| 2020        | Турция      | Нов Живот (Yeni Hayat)                                   | Ясемин Каратан; главна роля                   | сериал | Kanal D      |
| 2020        | Турция      | Ключалка (Kilit)                                         | Бенал Ерендик; главна роля                    | филм   |              |
| 2021        | Турция      | Червената стая (Kırmızı Oda)                             | Митра Шериф; епизодична роля                  | сериал | TV8          |
| 2022        | Турция      | Мечти и Животи (Hayaller ve Hayatlar)                    | Сетенай; главна роля                          | сериал | beIN CONNECT |
| 2023        | Турция      | На мъжете не може да се вярва (EGO - Erkeğe Güven Olmaz) | Сибел Кораслан; главна роля                   | сериал | FOX TV       |
| 2023-2024   | Турция      | О, Султане (Hay Sultan)                                  | София; главна роля                            | сериал | tabii        |
| 2024-       | Турция      | Ти растеш (Sen Büyümeye Bak)                             | Сезен; главна роля                            | сериал | Нетфликс     |

## Конкурси
- „Мис Турция“ 2011 – първо място
- „Мис Вселена“ 2011